# سلمان‌الحق
سلمان‌الحق (انگلیسی: Salman ul Haq؛ زادهٔ ۱۰ ژوئن ۲۰۰۱) بازیکن فوتبال اهل پاکستان است.
وی همچنین در تیم‌های ملی فوتبال Pakistan national under-20 football team و زیر ۲۳ سال پاکستان بازی کرده است.